# Unione Sportiva Salernitana 1974-1975
Questa pagina raccoglie i dati riguardanti l'Unione Sportiva Salernitana nelle competizioni ufficiali della stagione 1974-1975.

## Stagione
La Salernitana dovrà nuovamente fare i conti con una situazione finanziaria precaria a causa dell'ex presidente Pasquale Gagliardi che rivendica e ottiene in tribunale crediti verso la società, al punto da indurre il presidente Vessa a pensare alle dimissioni, che poi non rassegnerà ma cercherà invece di contenere i costi di gestione per non far lievitare i debiti.
In Coppa Italia Serie C la Salernitana nuovamente si ferma alla fase a gironi, mentre col prosieguo del campionato, dopo la nona di andata con lo 0-0 interno contro la Nocerina, si assiste da un lato all'esonero del tecnico Ettore Recagni sostituito da Giacomo Losi, detto core de Roma, e contemporaneamente all'ingresso di due nuovi soci nel sodalizio per ottenere benefici sul piano finanziario: si tratta di Giovanni Benvenuto e Cesare Trucillo, i quali affiancano Vessa alla guida della società.
Tra le curiosità, con il cambio di allenatore la squadra ottiene 12 risultati utili in 13 partite che le consentono un considerevole salto di posizioni, permettendo ai granata di uscire dalla zona pericolosa della classifica; inoltre a causa di vari stipendi arretrati non retribuiti per i soliti guai finanziari della stagione 1974-75, durante la trasferta di Reggio Calabria è la formazione giovanile a raggiungere inizialmente lo stadio ospite (undicesima giornata di ritorno, gara persa per 3-1) poiché i giocatori della squadra maggiore rifiutano in un primo momento di scendere in campo, per far poi rientrare la polemica e concludere il campionato verso una tranquilla sesta posizione finale.

## Divise
La maglia della Salernitana 1974-1975.
| Casa |

## Organigramma societario
Fonte
Area direttiva
- Presidente: Amerigo Vessa, dal 10/11/1974 Amerigo Vessa, Giovanni Benvenuto e Cesare Trucillo
- Segretario: Mario Lupo

Area tecnica
- Allenatore: Ettore Recagni, dal 12/11/1974 Giacomo Losi
- Allenatore in seconda: Mario Saracino
- Preparatore atletico: Raffaele Di Marino
- Magazziniere: Pasquale Sammarco

Area sanitaria
- Medico Sociale: Bruno Tescione
- Massaggiatore: Bruno Carmando

## Rosa
Fonte
| N. |                   | Ruolo | Calciatore            |
| -- | ----------------- | ----- | --------------------- |
|    | Italia (bandiera) | P     | Fulvio De Maio        |
|    | Italia (bandiera) | P     | Marcello Giannatiempo |
|    | Italia (bandiera) | P     | Giuseppe Valsecchi    |
|    | Italia (bandiera) | D     | Luigi Asnicar         |
|    | Italia (bandiera) | D     | Franco Corigliano     |
|    | Italia (bandiera) | D     | Glauco Di Benedetto   |
|    | Italia (bandiera) | D     | Carmine Gentile       |
|    | Italia (bandiera) | D     | Federico Marchi       |
|    | Italia (bandiera) | D     | Elio Mesiti           |
|    | Italia (bandiera) | D     | Vincenzo Urbani       |
|    | Italia (bandiera) | D     | Giovanni Piccinini    |

| N. |                   | Ruolo | Calciatore            |
| -- | ----------------- | ----- | --------------------- |
|    | Italia (bandiera) | D     | Giuseppe Riganti      |
|    | Italia (bandiera) | D     | Bernardo Rogora       |
|    | Italia (bandiera) | C     | Andrea Baldi          |
|    | Italia (bandiera) | C     | Bruno Chinellato      |
|    | Italia (bandiera) | C     | Mario Corsi           |
|    | Italia (bandiera) | C     | Elio Rinero           |
|    | Italia (bandiera) | A     | Antonio Capone        |
|    | Italia (bandiera) | A     | Vito Chimenti         |
|    | Italia (bandiera) | A     | Leonardo Di Francesco |
|    | Italia (bandiera) | A     | Lucio Lambiase        |
|    | Italia (bandiera) | A     | Lorenzo Migotto       |

## Risultati

### Serie C

#### Girone di andata
| Arbitro: | Zanchetta (Treviso) |

|             |           |  |
| Spagnolo 5’ | Marcatori |  |

| Salerno 22 settembre 1974 2ª giornata            | Salernitana | 1 – 0 referto | Cynthia | Stadio Donato Vestuti |
| \| \| \| \| \| Corigliano 89’ \| Marcatori \| \| |             |               |         |                       |
|                                                  |             |               |         |                       |
| Corigliano 89’                                   | Marcatori   |               |         |                       |

| Barletta 29 settembre 1974 3ª giornata          | Barletta  | 1 – 0 referto | Salernitana | Stadio Comunale |
| \| \| \| \| \| Mastrullo 67’ \| Marcatori \| \| |           |               |             |                 |
|                                                 |           |               |             |                 |
| Mastrullo 67’                                   | Marcatori |               |             |                 |

| Salerno 6 ottobre 1974 4ª giornata                      | Salernitana | 1 – 1 referto | Turris | Stadio Donato Vestuti |
| \| \| \| \| \| Baldi 23’ \| Marcatori \| 62’ Gardini \| |             |               |        |                       |
|                                                         |             |               |        |                       |
| Baldi 23’                                               | Marcatori   | 62’ Gardini   |        |                       |

| Caserta 13 ottobre 1974 5ª giornata                                        | Casertana | 3 – 0 referto | Salernitana | Stadio Alberto Pinto |
| \| \| \| \| \| Righetti 7’ Fazzi 25’ (rig.), 80’ (rig.) \| Marcatori \| \| |           |               |             |                      |
|                                                                            |           |               |             |                      |
| Righetti 7’ Fazzi 25’ (rig.), 80’ (rig.)                                   | Marcatori |               |             |                      |

| Messina 20 ottobre 1974 6ª giornata                      | Messina   | 1 – 1 referto | Salernitana | Stadio Giovanni Celeste |
| \| \| \| \| \| Hellies 12’ \| Marcatori \| 70’ Capone \| |           |               |             |                         |
|                                                          |           |               |             |                         |
| Hellies 12’                                              | Marcatori | 70’ Capone    |             |                         |

| Salerno 27 ottobre 1974 7ª giornata       | Salernitana | 0 – 1 referto | Benevento | Stadio Donato Vestuti |
| \| \| \| \| \| \| Marcatori \| 2’ Zica \| |             |               |           |                       |
|                                           |             |               |           |                       |
|                                           | Marcatori   | 2’ Zica       |           |                       |

| Frosinone 3 novembre 1974 8ª giornata                | Frosinone | 1 – 0 referto | Salernitana | Stadio Matusa |
| \| \| \| \| \| Coletta 47’ (rig.) \| Marcatori \| \| |           |               |             |               |
|                                                      |           |               |             |               |
| Coletta 47’ (rig.)                                   | Marcatori |               |             |               |

| Salerno 10 novembre 1974 9ª giornata | Salernitana | 0 – 0 referto | Nocerina | Stadio Donato Vestuti |

| Sorrento 17 novembre 1974 10ª giornata | Sorrento | 0 – 0 referto | Salernitana | Stadio Italia |

| Salerno 24 novembre 1974 11ª giornata                         | Salernitana | 2 – 0 referto | Reggina | Stadio Donato Vestuti |
| \| \| \| \| \| Capone 50’ Di Francesco 80’ \| Marcatori \| \| |             |               |         |                       |
|                                                               |             |               |         |                       |
| Capone 50’ Di Francesco 80’                                   | Marcatori   |               |         |                       |

| Matera 1º dicembre 1974 12ª giornata | Matera | 0 – 0 referto | Salernitana | Stadio XXI Settembre |

| Salerno 8 dicembre 1974 13ª giornata | Salernitana | 0 – 0 referto | Acireale | Stadio Donato Vestuti |

| Siracusa 15 dicembre 1974 14ª giornata | Siracusa | 0 – 0 referto | Salernitana | Stadio Comunale |

| Salerno 22 dicembre 1974 15ª giornata                  | Salernitana | 1 – 0 referto | Trapani | Stadio Donato Vestuti |
| \| \| \| \| \| Chinellato 8’ (rig.) \| Marcatori \| \| |             |               |         |                       |
|                                                        |             |               |         |                       |
| Chinellato 8’ (rig.)                                   | Marcatori   |               |         |                       |

| Salerno 5 gennaio 1975 16ª giornata              | Salernitana | 0 – 1 referto  | Lecce | Stadio Donato Vestuti |
| \| \| \| \| \| \| Marcatori \| 19’ Montenegro \| |             |                |       |                       |
|                                                  |             |                |       |                       |
|                                                  | Marcatori   | 19’ Montenegro |       |                       |

| Catanzaro 12 gennaio 1975 17ª giornata | Crotone | 0 – 0 Campo neutro referto | Salernitana | Stadio Comunale |

| Marsala 19 gennaio 1975 18ª giornata                    | Marsala   | 1 – 1 referto | Salernitana | Stadio Antonino Lombardo Angotta |
| \| \| \| \| \| Turri 62’ \| Marcatori \| 58’ Migotto \| |           |               |             |                                  |
|                                                         |           |               |             |                                  |
| Turri 62’                                               | Marcatori | 58’ Migotto   |             |                                  |

| Salerno 26 gennaio 1975 19ª giornata         | Salernitana | 1 – 0 referto | Bari | Stadio Donato Vestuti |
| \| \| \| \| \| Marchi 38’ \| Marcatori \| \| |             |               |      |                       |
|                                              |             |               |      |                       |
| Marchi 38’                                   | Marcatori   |               |      |                       |

#### Girone di ritorno
| Salerno 2 febbraio 1975 20ª giornata | Salernitana     | 0 – 0 referto | Catania | Stadio Donato Vestuti\| Arbitro: \| Celli (Trieste) \| |
| Arbitro:                             | Celli (Trieste) |               |         |                                                        |

| Genzano di Roma 9 febbraio 1975 21ª giornata                                                              | Cynthia   | 1 – 3 referto                                           | Salernitana |  |
| \| \| \| \| \| Bongiovanni 75’ \| Marcatori \| 25’ (aut.) Bongiovanni 73’ Capone 85’ (rig.) Chinellato \| |           |                                                         |             |  |
| |           |                                                         |             |  |
| Bongiovanni 75’                                                                                           | Marcatori | 25’ (aut.) Bongiovanni 73’ Capone 85’ (rig.) Chinellato |             |  |

| Salerno 16 febbraio 1975 22ª giornata | Salernitana | 0 – 0 referto | Barletta | Stadio Donato Vestuti |

| Torre del Greco 23 febbraio 1975 23ª giornata    | Turris    | 2 – 0 referto | Salernitana | Stadio Amerigo Liguori |
| \| \| \| \| \| Bruno 25’, 67’ \| Marcatori \| \| |           |               |             |                        |
|                                                  |           |               |             |                        |
| Bruno 25’, 67’                                   | Marcatori |               |             |                        |

| Salerno 2 marzo 1975 24ª giornata            | Salernitana | 1 – 0 referto | Casertana | Stadio Donato Vestuti |
| \| \| \| \| \| Marchi 59’ \| Marcatori \| \| |             |               |           |                       |
|                                              |             |               |           |                       |
| Marchi 59’                                   | Marcatori   |               |           |                       |

| Salerno 9 marzo 1975 25ª giornata | Salernitana | 0 – 0 referto | Messina | Stadio Donato Vestuti |

| Benevento 23 marzo 1975 26ª giornata                                | Benevento | 2 – 1 referto | Salernitana | Stadio Gennaro Meomartini |
| \| \| \| \| \| Fichera 24’ Cascella 74’ \| Marcatori \| 8’ Baldi \| |           |               |             |                           |
|                                                                     |           |               |             |                           |
| Fichera 24’ Cascella 74’                                            | Marcatori | 8’ Baldi      |             |                           |

| Salerno 31 marzo 1975 27ª giornata                      | Salernitana | 1 – 0 referto | Frosinone | Stadio Donato Vestuti |
| \| \| \| \| \| Chinellato 67’ (rig.) \| Marcatori \| \| |             |               |           |                       |
|                                                         |             |               |           |                       |
| Chinellato 67’ (rig.)                                   | Marcatori   |               |           |                       |

| Nocera Inferiore 6 aprile 1975 28ª giornata | Nocerina | 0 – 0 referto | Salernitana | Stadio San Francesco d'Assisi |

| Salerno 13 aprile 1975 29ª giornata           | Salernitana | 1 – 0 referto | Sorrento | Stadio Donato Vestuti |
| \| \| \| \| \| Chimenti 6’ \| Marcatori \| \| |             |               |          |                       |
|                                               |             |               |          |                       |
| Chimenti 6’                                   | Marcatori   |               |          |                       |

| Reggio Calabria 20 aprile 1975 30ª giornata                                        | Reggina   | 3 – 1 referto       | Salernitana | Stadio Comunale |
| \| \| \| \| \| Campagna 29’, 61’ Magara 37’ \| Marcatori \| 47’ (rig.) Chimenti \| |           |                     |             |                 |
|                                                                                    |           |                     |             |                 |
| Campagna 29’, 61’ Magara 37’                                                       | Marcatori | 47’ (rig.) Chimenti |             |                 |

| Salerno 27 aprile 1975 31ª giornata | Salernitana | 0 – 0 referto | Matera | Stadio Donato Vestuti |

| Acireale 4 maggio 1975 32ª giornata          | Acireale  | 0 – 1 referto | Salernitana | Stadio comunale |
| \| \| \| \| \| \| Marcatori \| 55’ Capone \| |           |               |             |                 |
|                                              |           |               |             |                 |
|                                              | Marcatori | 55’ Capone    |             |                 |

| Salerno 11 maggio 1975 33ª giornata                       | Salernitana | 1 – 1 referto | Siracusa | Stadio Donato Vestuti |
| \| \| \| \| \| Migotto 71’ \| Marcatori \| 76’ Restivo \| |             |               |          |                       |
|                                                           |             |               |          |                       |
| Migotto 71’                                               | Marcatori   | 76’ Restivo   |          |                       |

| Trapani 18 maggio 1975 34ª giornata                     | Trapani   | 2 – 0 referto | Salernitana | Stadio Polisportivo Provinciale |
| \| \| \| \| \| Ferrari 1’ Casisa 67’ \| Marcatori \| \| |           |               |             |                                 |
|                                                         |           |               |             |                                 |
| Ferrari 1’ Casisa 67’                                   | Marcatori |               |             |                                 |

| Lecce 1º giugno 1975 35ª giornata                                             | Lecce     | 1 – 3 referto                | Salernitana | Stadio Via del Mare |
| \| \| \| \| \| Montenegro 57’ \| Marcatori \| 42’, 71’ Capone 54’ Chimenti \| |           |                              |             |                     |
|                                                                               |           |                              |             |                     |
| Montenegro 57’                                                                | Marcatori | 42’, 71’ Capone 54’ Chimenti |             |                     |

| Salerno 8 giugno 1975 36ª giornata             | Salernitana | 1 – 0 referto | Crotone | Stadio Donato Vestuti |
| \| \| \| \| \| Chimenti 31’ \| Marcatori \| \| |             |               |         |                       |
|                                                |             |               |         |                       |
| Chimenti 31’                                   | Marcatori   |               |         |                       |

| Salerno 15 giugno 1975 37ª giornata          | Salernitana | 1 – 0 referto | Marsala | Stadio Donato Vestuti |
| \| \| \| \| \| Capone 55’ \| Marcatori \| \| |             |               |         |                       |
|                                              |             |               |         |                       |
| Capone 55’                                   | Marcatori   |               |         |                       |

| Bari 22 giugno 1975 38ª giornata                                           | Bari      | 2 – 1 referto | Salernitana | Stadio della Vittoria |
| \| \| \| \| \| Scarrone 31’ (rig.) Troja 45’ \| Marcatori \| 35’ Capone \| |           |               |             |                       |
|                                                                            |           |               |             |                       |
| Scarrone 31’ (rig.) Troja 45’                                              | Marcatori | 35’ Capone    |             |                       |

### Coppa Italia Semiprofessionisti

#### Fase a gironi
| Nocera Inferiore 28 agosto 1974 2ª giornata   | Nocerina  | 1 – 0 referto | Salernitana | Stadio San Francesco d'Assisi |
| \| \| \| \| \| Belloli 70’ \| Marcatori \| \| |           |               |             |                               |
|                                               |           |               |             |                               |
| Belloli 70’                                   | Marcatori |               |             |                               |

| Pagani 1º settembre 1974 3ª giornata                                                             | Paganese  | 2 – 4 referto                                  | Salernitana |  |
| \| \| \| \| \| Mazzeo 47’, 57’ \| Marcatori \| 9’, 23’ Capone 28’ (rig.) Chimenti 76’ Migotto \| |           |                                                |             |  |
|                                                                                                  |           |                                                |             |  |
| Mazzeo 47’, 57’                                                                                  | Marcatori | 9’, 23’ Capone 28’ (rig.) Chimenti 76’ Migotto |             |  |

| Salerno 8 settembre 1974 5ª giornata          | Salernitana | 0 – 1 referto | Nocerina | Stadio Donato Vestuti |
| \| \| \| \| \| \| Marcatori \| 30’ Belloli \| |             |               |          |                       |
|                                               |             |               |          |                       |
|                                               | Marcatori   | 30’ Belloli   |          |                       |

| Salerno 11 settembre 1974 6ª giornata          | Salernitana | 1 – 0 referto | Paganese | Stadio Donato Vestuti |
| \| \| \| \| \| Chimenti 85’ \| Marcatori \| \| |             |               |          |                       |
|                                                |             |               |          |                       |
| Chimenti 85’                                   | Marcatori   |               |          |                       |

## Statistiche

### Statistiche di squadra
| Competizione                    | Punti | In casa | In casa | In casa | In casa | In casa | In casa | In trasferta | In trasferta | In trasferta | In trasferta | In trasferta | In trasferta | Totale | Totale | Totale | Totale | Totale | Totale | DR |
| Competizione                    | Punti | G       | V       | N       | P       | Gf      | Gs      | G            | V            | N            | P            | Gf           | Gs           | G      | V      | N      | P      | Gf     | Gs     | DR |
| ------------------------------- | ----- | ------- | ------- | ------- | ------- | ------- | ------- | ------------ | ------------ | ------------ | ------------ | ------------ | ------------ | ------ | ------ | ------ | ------ | ------ | ------ | -- |
| Serie C                         | 39    | 19      | 9       | 8       | 2       | 12      | 4       | 19           | 3            | 7            | 9            | 12           | 21           | 38     | 12     | 15     | 11     | 24     | 25     | -1 |
| Coppa Italia Semiprofessionisti | 4     | 2       | 1       | 0       | 1       | 1       | 1       | 2            | 1            | 0            | 1            | 4            | 3            | 4      | 2      | 0      | 2      | 5      | 4      | +1 |
| Totale                          | -     | 21      | 10      | 8       | 3       | 13      | 5       | 21           | 4            | 7            | 10           | 16           | 24           | 42     | 14     | 15     | 13     | 29     | 29     | 0  |

### Andamento in campionato
| Giornata  | 1 | 2 | 3 | 4 | 5 | 6 | 7 | 8 | 9 | 10 | 11 | 12 | 13 | 14 | 15 | 16 | 17 | 18 | 19 | 20 | 21 | 22 | 23 | 24 | 25 | 26 | 27 | 28 | 29 | 30 | 31 | 32 | 33 | 34 | 35 | 36 | 37 | 38 |
| --------- | - | - | - | - | - | - | - | - | - | -- | -- | -- | -- | -- | -- | -- | -- | -- | -- | -- | -- | -- | -- | -- | -- | -- | -- | -- | -- | -- | -- | -- | -- | -- | -- | -- | -- | -- |
| Luogo     | T | C | T | C | T | T | C | T | C | T  | C  | T  | C  | T  | C  | C  | N  | T  | C  | C  | T  | C  | T  | C  | C  | T  | C  | T  | C  | T  | C  | T  | C  | T  | T  | C  | C  | T  |
| Risultato | P | V | P | N | P | N | P | P | N | N  | V  | N  | N  | N  | V  | P  | N  | N  | V  | N  | V  | N  | P  | V  | N  | P  | V  | N  | V  | P  | N  | V  | N  | P  | V  | V  | V  | P  |

Legenda:

Luogo: C = Casa; T = Trasferta. Risultato: V = Vittoria; N = Pareggio; P = Sconfitta.

### Statistiche dei giocatori
Fonte
| Giocatore       | Serie C  | Serie C | Serie C     | Serie C    | Coppa Italia Semiprofessionisti | Coppa Italia Semiprofessionisti | Coppa Italia Semiprofessionisti | Coppa Italia Semiprofessionisti | Totale   | Totale | Totale      | Totale     |
| Giocatore       | Presenze | Reti    | Ammonizioni | Espulsioni | Presenze                        | Reti                            | Ammonizioni                     | Espulsioni                      | Presenze | Reti   | Ammonizioni | Espulsioni |
| --------------- | -------- | ------- | ----------- | ---------- | ------------------------------- | ------------------------------- | ------------------------------- | ------------------------------- | -------- | ------ | ----------- | ---------- |
| L. Asnicar      | 0        | 0       | 0           | 0          | ?                               | 0                               | ?                               | ?                               | 0+       | 0      | 0+          | 0+         |
| A. Baldi        | 29       | 2       | ?           | ?          | ?                               | 0                               | ?                               | ?                               | 29+      | 2      | ?           | ?          |
| A. Capone       | 34       | 8       | ?           | ?          | ?                               | 2                               | ?                               | ?                               | 34+      | 10     | ?           | ?          |
| V. Chimenti     | 29       | 4       | ?           | ?          | ?                               | 2                               | ?                               | ?                               | 29+      | 6      | ?           | ?          |
| B. Chinellato   | 34       | 3       | ?           | ?          | ?                               | 0                               | ?                               | ?                               | 34+      | 3      | ?           | ?          |
| F. Corigliano   | 34       | 1       | ?           | ?          | ?                               | 0                               | ?                               | ?                               | 34+      | 1      | ?           | ?          |
| M. Corsi        | 13       | 0       | ?           | ?          | ?                               | 0                               | ?                               | ?                               | 13+      | 0      | ?           | ?          |
| F. De Maio      | 10       | -7      | ?           | ?          | ?                               | -?                              | ?                               | ?                               | 10+      | -7+    | ?           | ?          |
| G. Di Benedetto | 33       | 0       | ?           | ?          | ?                               | 0                               | ?                               | ?                               | 33+      | 0      | ?           | ?          |
| L. Di Francesco | 28       | 1       | ?           | ?          | ?                               | 0                               | ?                               | ?                               | 28+      | 1      | ?           | ?          |
| C. Gentile      | 10       | 0       | ?           | ?          | ?                               | 0                               | ?                               | ?                               | 10+      | 0      | ?           | ?          |
| M. Giannatiempo | 0        | -0      | 0           | 0          | ?                               | -?                              | ?                               | ?                               | 0+       | -0+    | 0+          | 0+         |
| L. Lambiase     | 4        | 0       | ?           | ?          | ?                               | 0                               | ?                               | ?                               | 4+       | 0      | ?           | ?          |
| F. Marchi       | 32       | 2       | ?           | ?          | ?                               | 0                               | ?                               | ?                               | 32+      | 2      | ?           | ?          |
| E. Mesiti       | 1        | 0       | ?           | ?          | ?                               | 0                               | ?                               | ?                               | 1+       | 0      | ?           | ?          |
| L. Migotto      | 17       | 2       | ?           | ?          | ?                               | 1                               | ?                               | ?                               | 17+      | 3      | ?           | ?          |
| G. Piccinini    | 33       | 0       | ?           | ?          | ?                               | 0                               | ?                               | ?                               | 33+      | 0      | ?           | ?          |
| G. Riganti      | 7        | 0       | ?           | ?          | ?                               | 0                               | ?                               | ?                               | 7+       | 0      | ?           | ?          |
| E. Rinero       | 25       | 0       | ?           | ?          | ?                               | 0                               | ?                               | ?                               | 25+      | 0      | ?           | ?          |
| B. Rogora       | 18       | 0       | ?           | ?          | ?                               | 0                               | ?                               | ?                               | 18+      | 0      | ?           | ?          |
| V. Urbani       | 31       | 0       | ?           | ?          | ?                               | 0                               | ?                               | ?                               | 31+      | 0      | ?           | ?          |
| G. Valsecchi    | 30       | -18     | ?           | ?          | ?                               | -?                              | ?                               | ?                               | 30+      | -18+   | ?           | ?          |

## Giovanili

### Organigramma
Fonte
- Allenatore Berretti: Mario Saracino

### Piazzamenti
- Berretti:
  - Campionato: